# 아두 환초

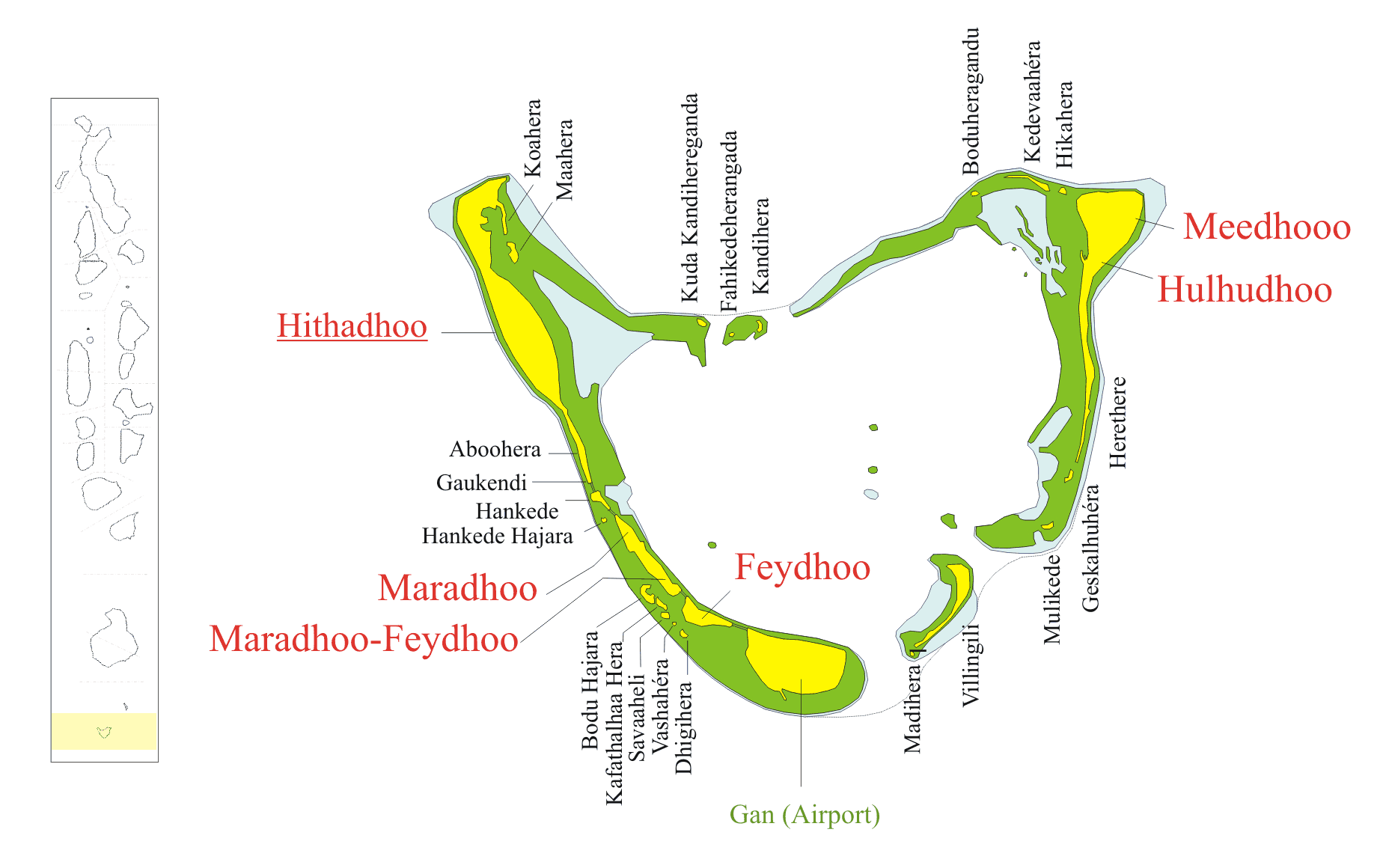
아두 환초

아두 환초(Addu), 옛 이름 시누 환초(Seenu)는 몰디브 최남단에 위치한 환초로 행정 중심지는 히타두이며 인구는 18,026명(2006년 기준)이다. 23개 섬으로 구성되어 있으며 이 가운데 6개 섬에는 사람이 거주한다.